# Cerco de Amida (359)
O Cerco de Amida foi um investimento militar da cidade fronteiriça fortificada romana de Amida (atual Diarbaquir, Turquia) pelo Império Sassânida. Aconteceu em 359, quando o exército sassânida sob o xá Sapor II invadiu as províncias orientais do Império Romano. Sapor queria explorar a ausência do imperador Constâncio II, que reinava na porção ocidental do império. A cidade caiu, mas o ganho estratégico foi pequeno.
Amiano Marcelino, um oficial do exército romano, forneceu uma descrição vívida do cerco em sua obra (Res Gestae). Amiano serviu na equipe de Ursicino, o mestre da cavalaria do Oriente, durante os eventos do cerco.